# 라플라스 연산자
수학에서 라플라스 연산자(Laplace演算子, 영어: Laplace operator) 또는 라플라시안(영어: Laplacian)은 2차 미분 연산자의 일종으로, 기울기의 발산이다. 기호는 Δ(그리스 대문자 델타) 또는 ∇2이다.

## 정의
다음 데이터가 주어졌다고 하자.
- 준 리만 다양체 {\displaystyle (M,g)}
- {\displaystyle M} 위의 매끄러운 벡터 다발 {\displaystyle E}
- {\displaystyle E} 위의 코쥘 접속 {\displaystyle \nabla }

그렇다면, {\displaystyle E} 위의 라플라스 연산자는 다음과 같이 {\displaystyle E}의 매끄러운 단면을 매끄러운 단면에 대응시키는 2차 미분 연산자이다.
{\displaystyle \Delta \colon \Gamma ^{\infty }(E)\to \Gamma ^{\infty }(E)}
이는 국소 좌표계에서 다음과 같다.
{\displaystyle \Delta s^{c}=g^{ij}\nabla _{i}\nabla _{j}s=g^{ij}(\partial _{j}\delta _{b}^{c}+\Gamma _{ib}^{c})(\delta _{a}^{b}\partial _{i}s+\Gamma _{ia}^{b}s^{a})=g^{ij}\partial _{i}\partial _{j}s^{c}+2g^{ij}\Gamma _{ia}^{c}\partial _{j}s^{a}+g^{ij}\left(\partial _{ib}^{c}\Gamma _{ja}^{b}+\Gamma _{ib}^{c}\Gamma _{ja}^{b}\right)s^{a}\qquad \forall s\in \Gamma ^{\infty }(E)}
여기서 {\displaystyle \Gamma _{ia}^{b}}는 {\displaystyle \nabla }의 성분(크리스토펠 기호)이다. {\displaystyle i,j,\ldots }는 접다발의 첨자이며, {\displaystyle a,b,\ldots }는 {\displaystyle E}의 첨자이다.
(주의: 물리학에서는 라플라스 연산자가 거의 항상 위와 같이 정의되지만, 수학에서는 가끔 위에 정의된 연산자 ×(−1)을 라플라스 연산자로 정의하는 경우도 있다.)
이에 따라, 리만 계량 {\displaystyle g}가 2차 성분의 계수를 결정하고, 코쥘 접속 {\displaystyle \Gamma _{ia}^{b}}가 1차 성분의 계수를 결정함을 알 수 있다. 2차 성분과 1차 성분이 주어지면 0차 성분은 자동적으로 결정된다. 반대로, 매끄러운 다양체의 매끄러운 벡터 다발 위에 라플라스 연산자가 주어지면 이로부터 매끄러운 다양체 위의 리만 계량과 매끄러운 벡터 다발 위의 코쥘 접속을 읽어낼 수 있다.
위 정의는 대신 기울기
{\displaystyle \nabla \colon \Gamma ^{\infty }(E)\to \Gamma ^{\infty }(E\otimes \mathrm {T} ^{*}M)}
와 음악 동형
{\displaystyle (-)^{\#}\colon \Gamma ^{\infty }(E\otimes \mathrm {T} ^{*}M)\to \Gamma ^{\infty }(E\otimes \mathrm {T} M)}
과 발산
{\displaystyle \operatorname {div} \colon \Gamma ^{\infty }(E\otimes \mathrm {T} M)\to \Gamma ^{\infty }(E)}
의 합성으로 여길 수 있다.
{\displaystyle \Delta =\operatorname {div} \circ (-)^{\#}\circ \nabla }

### 라플라스형 연산자
보다 일반적으로, 위와 같은 형태의 2차 미분 연산자에 임의의 0차 항을 추가하여 라플라스형 연산자(Laplace形演算子, 영어: Laplace-type operator) 또는 일반화 라플라스 연산자(一般化Laplace演算子, 영어: generalized Laplace operator)의 개념을 정의할 수 있다.:65–67, §2.1:§2.1:290, §2
구체적으로, 라플라스형 연산자 {\displaystyle H}는 다음과 같은 꼴의 2차 미분 연산자이다.
{\displaystyle H=\Delta +T\qquad (T\in \Gamma ^{\infty }(E\otimes E^{*}))}
여기서 {\displaystyle \Delta }는 라플라스 연산자이며, {\displaystyle \Gamma ^{\infty }(E\otimes E^{*})}는 {\displaystyle E\otimes E^{*}=\operatorname {End} (E)}의 매끄러운 단면들의 공간이다.

## 성질
콤팩트 리만 다양체 {\displaystyle M}이 주어졌으며, 그 위의 복소수 값 매끄러운 함수에 대한 라플라스 연산자를 생각하자. 이는 사실 복소수 힐베르트 공간 (르베그 공간) {\displaystyle {\mathcal {H}}=\operatorname {L} ^{2}(M;\mathbb {C} )}의 조밀한 부분 집합 위에 정의된다. 따라서, 임의의 {\displaystyle t\in \mathbb {R} }에 대하여 유계 작용소
{\displaystyle \exp(\mathrm {i} t\Delta )\colon {\mathcal {H}}\to {\mathcal {H}}}
가 {\displaystyle {\mathcal {H}}} 위에 잘 정의된다.
이제, 위 유계 작용소의 고윳값을 생각할 수 있다. 이는 물론 {\displaystyle \exp(-\mathrm {i} t\lambda _{i})}의 꼴이며, {\displaystyle -\lambda _{i}}를 라플라스 작용소의 고윳값으로 여길 수 있다.
이 경우, {\displaystyle \{\lambda _{i}\}}는 음이 아닌 실수들의 가산 집합이며, {\displaystyle 0=\lambda _{0}<\lambda _{1}\leq \lambda _{2}\leq \lambda _{3}\leq \cdots }의 꼴이다. ({\displaystyle \lambda _{0}=0}이 항상 고윳값인 것은 상수 함수가 그 고유 벡터이기 때문이다. {\displaystyle \lambda _{i}\geq 0}인 것은 부분 적분에 따라
{\displaystyle \lambda \int _{M}|f|^{2}{\sqrt {\det g}}=-\int _{M}f\Delta f{\sqrt {\det g}}=\int _{M}g(\nabla f,\nabla f){\sqrt {\det g}}\geq 0}
이기 때문이다. 양자 역학에서 {\displaystyle H=-\Delta }는 자유 입자의 해밀토니언 연산자이므로, 이는 콤팩트 공간 위의 자유 입자의 에너지가 음이 아님을 나타낸다.)
리크네로비츠-오바타 정리(Lichnerowicz-[小畠]定理, 영어: Lichnerowicz–Obata theorem)에 따르면, 만약 {\displaystyle n\geq 2}이며, 또한
{\displaystyle R^{-2}=\inf _{X\in \Gamma ^{\infty }(\mathrm {T} M\setminus M)}{\frac {\operatorname {Ric} (X,X)}{g(X,X)}}>0}
라면, {\displaystyle \lambda _{1}}에 대하여 다음이 성립한다.
{\displaystyle \lambda _{1}\geq {\frac {Cn}{n-1}}}
여기서 {\displaystyle \Gamma ^{\infty }(\mathrm {T} M\setminus M)}은 어디서도 0이 아닌 벡터장들의 공간이며, {\displaystyle \operatorname {Ric} (-,-)}은 리치 곡률 텐서이다. 반대로, 만약 위 부등식이 포화된다면 {\displaystyle M}은 (연결 단일 연결 공간일 경우) 반지름 {\displaystyle R}의 초구이다.

## 예

### 함수의 경우
만약 {\displaystyle E=M\times \mathbb {R} }가 자명한 선다발일 경우, {\displaystyle E}의 단면은 단순히 {\displaystyle M} 위의 실수 값 매끄러운 함수이다. 이 경우 라플라스 연산자는 라플라스-벨트라미 연산자(영어: Laplace–Beltrami operator)라고 하며, 이 경우 다음과 같은 특별한 공식이 존재한다.
{\displaystyle \Delta s={\frac {1}{\sqrt {\det g}}}\partial _{i}\left({\sqrt {\det g}}g^{ij}\partial _{j}s\right)}.
여기서 {\displaystyle \det g_{ij}}는 계량 텐서의 성분의 행렬식이다.

### 텐서장의 경우
만약
{\displaystyle E=(\mathrm {T} M)^{\otimes p}\otimes (\mathrm {T} ^{*}\!M)^{\otimes q}}
가 {\displaystyle (p,q)}차 텐서장의 벡터 다발일 경우, {\displaystyle E} 위에는 리만 계량에 의한 표준적인 코쥘 접속인 레비치비타 접속이 존재한다. 이 경우, 레비치비타 접속을 사용한 라플라스 연산자를 역시 라플라스-벨트라미 연산자라고 한다.
예를 들어, 벡터장의 라플라스-벨트라미 연산자는 다음과 같다.
{\displaystyle (\Delta X)^{i}=g^{jk}(\nabla _{j}\nabla _{k}X)^{i}=g^{jk}\partial _{j}\partial _{k}X^{i}+2g^{jk}\Gamma _{ji'}^{i}\partial _{k}X^{i'}+g^{jk}\left(\partial _{ji'}^{i}\Gamma _{ki''}^{i'}+\Gamma _{ji'}^{i}\Gamma _{ji''}^{i'}\right)X^{i''}}

### 유클리드 공간의 경우
유클리드 공간 {\displaystyle \mathbb {R} ^{n}}위의 실수 값 매끄러운 함수 {\displaystyle f\colon \mathbb {R} ^{n}\to \mathbb {R} }의 라플라스 연산자는 직교 좌표계에서 다음과 같다.
{\displaystyle \Delta f=\sum _{i=1}^{n}{\frac {\partial ^{2}f}{\partial x_{i}^{2}}}}
초구면 좌표계
{\displaystyle (r,\theta _{1},\theta _{2},\ldots ,\theta _{n-1})}
에서 라플라스 연산자는 다음과 같다.
{\displaystyle \Delta f=r^{1-n}{\frac {\partial }{\partial r}}\left(r^{n-1}{\frac {\partial }{\partial r}}f\right)+r^{-2}\nabla _{\mathbb {S} ^{n-1}}f}
여기서 {\displaystyle \nabla _{\mathbb {S} ^{n-1}}}은 초구 위의 라플라스-벨트라미 연산자로, 다음과 같다.
{\displaystyle \nabla _{\mathbb {S} ^{n-1}}f=\sum _{i=1}^{n-1}{\frac {1}{(\sin ^{2}\theta _{1}\cdots \sin ^{2}\theta _{i-1})\sin ^{n-i-1}\theta _{i}}}{\frac {\partial }{\partial \theta _{i}}}\left(\sin ^{n-i-1}\theta _{i}{\frac {\partial }{\partial \theta _{i}}}f\right)}
예를 들어, 2차원 초구면 좌표계(=극좌표계)에서의 라플라스 연산자는 다음과 같다.
{\displaystyle \Delta f={1 \over r}{\partial  \over \partial r}\left(r{\partial f \over \partial r}\right)+{1 \over r^{2}}{\partial ^{2}f \over \partial \theta ^{2}}}
마찬가지로, 3차원 원통 좌표계에서의 라플라스 연산자는 다음과 같다.
{\displaystyle \Delta f={\frac {1}{r}}{\frac {\partial }{\partial r}}\left(r{\frac {\partial f}{\partial r}}\right)+{\frac {1}{r^{2}}}{\frac {\partial ^{2}f}{\partial \theta ^{2}}}+{\frac {\partial ^{2}f}{\partial z^{2}}}}
마찬가지로, 3차원 구면 좌표계 {\displaystyle (r,\theta ,\phi )}에서의 라플라스 연산자는 다음과 같다.
{\displaystyle \Delta f={\frac {1}{r^{2}}}{\frac {\partial }{\partial r}}\left(r^{2}{\frac {\partial f}{\partial r}}\right)+{\frac {1}{r^{2}\sin \theta }}{\frac {\partial }{\partial \theta }}\left(\sin \theta {\frac {\partial f}{\partial \theta }}\right)+{\frac {1}{r^{2}\sin ^{2}\theta }}{\frac {\partial ^{2}f}{\partial \phi ^{2}}}}

### 민코프스키 공간
민코프스키 공간 {\displaystyle \mathbb {R} ^{n,1}}은 리만 다양체가 아니지만 준 리만 다양체이며, 이 경우의 라플라스 연산자는 달랑베르 연산자라고 한다. 이는 (리만 다양체의 경우와 달리) 타원형 미분 연산자가 아니다.

## 역사
오늘날 "라플라스 방정식"이라고 불리는 2차 편미분 방정식 및 이 속에 등장하는 2차 미분 연산자는 이미 레온하르트 오일러가 유체역학을 연구하는 동안 도입하였다.:300, §67:489, §2; 490, Fig. 3 마찬가지로, 장 르 롱 달랑베르 역시 라플라스 방정식을 연구하였다.:Art. IV:118
피에르시몽 라플라스는 만유인력의 법칙을 연구하는 도중 라플라스 방정식을 재발견하였으며,
여기에 등장하는 2차 미분 연산자는 "라플라스 연산자"로 불리게 되었다. 이 밖에도, 달랑베르는 파동 방정식에 등장하는 달랑베르 연산자(=민코프스키 공간 위의 라플라스 연산자)를 도입하였다.:117
다양체 위의 라플라스(-벨트라미) 연산자는 에우제니오 벨트라미가 고전역학을 일반적인 리만 다양체 위에 정의하기 위하여 도입하였다.
리크네로비츠-오바타 정리의 경우, {\displaystyle \lambda _{1}}의 하한은 앙드레 리크네로비츠(프랑스어: André Lichnerowicz)가 증명하였고, 이 하한의 포화가 초구에서만 일어난다는 것은 오바타 모리오(일본어: 小畠 守生)가 증명하였다.

## 응용
라플라스 연산자는 물리학 또는 화학에서 벡터장의 퍼텐셜을 이용해 벡터장의 특성을 나타낼 때 사용된다. 예를 들어, 전기장의 퍼텐셜인 전기 퍼텐셜에 라플라스 연산자는 취하면 전하 밀도를 유전률 상수로 나눈 값이 되는데, 이것은 푸아송 방정식의 하나로 이것의 해를 찾는 것은 정전기학에서 중요한 문제이다.

## 같이 보기
- 라플라스-벨트라미 연산자
- 언쇼 정리